# ドミトリー・スハノフ
ドミトリー・スハノフ（Dmitri Sukhanov）は、旧ソビエト連邦出身の男性フィギュアスケート選手。1989年世界ジュニア選手権チャンピオン。パートナーはオクサナ・カザコワ、エフゲーニヤ・チェルニシェワ。

## 経歴
1987-1988年シーズン、オーストラリアのブリスベンで開催された世界ジュニア選手権にエフゲーニヤ・チェルニシェワとのペアで初出場し、アメリカのクリスティー・ヤマグチ&ルディ・ガリンドに敗れたものの2位となる。翌1988-1989年シーズンの世界ジュニア選手権で優勝を果たした。シニア転向後、1990年ラリック杯、1991年冬季ユニバーシアード競技大会で2位となったが、チェルニシェワとのペアを解散。オクサナ・カザコワと新たにペアを結成した。
ソビエト連邦崩壊後はロシア所属選手として活動。1992-1993年シーズンにはネイションズ杯で3位となり、1993年世界選手権に初出場して13位。翌1993-1994年シーズンもNHK杯、スケートカナダなどに出場したが、シーズン終了後にオクサナ・カザコワとのペアを解散した。

## 主な戦績
| 大会/年            | 1987-88 | 1988-89 | 1989-90 | 1990-91 | 1991-92 | 1992-93 | 1993-94 |
| ------------------ | ------- | ------- | ------- | ------- | ------- | ------- | ------- |
| 世界選手権         |         |         |         |         |         | 15      |         |
| スケートカナダ     |         |         |         |         |         |         | 6       |
| NHK杯              |         |         |         |         |         |         | 4       |
| ネイションズ杯     |         |         |         |         |         | 3       |         |
| ユニバーシアード   |         |         |         | 2       |         |         |         |
| ラリック杯         |         |         |         | 2       |         |         |         |
| 世界ジュニア選手権 | 2       | 1       |         |         |         |         |         |